# Z2 (computer)
Lo Z2 era un computer meccanico con relè creato da Konrad Zuse nel 1939. Il computer era un miglioramento del precedente Z1 infatti utilizzava lo stesso meccanismo a memoria meccanica, ma rimpiazzava la parte aritmetica e di controllo con dei relè elettrici. Venne distrutto dai bombardamenti del 1940. In contraddizione con lo Z1, lo Z2 usava un'aritmetica a 16 bit non floating point, invece dei 22 bit floating point dello Z1.

## Specifiche hardware
- Memoria: 32 bytes (16 parole di 16 bits)
- Velocità del clock: 3 Hz